# Karl Umgelter
Karl Umgelter (* 7. April 1907 in Stuttgart; † 24. Juli 1941 in Rakowitschi, Sowjetunion) war ein deutscher Hammerwerfer und Sportfunktionär.

## Leben
Karl Umgelter war seit seiner Jugend bei den Stuttgarter Kickers als Leichtathlet aktiv. Auch nach Beendigung seiner sportlichen Laufbahn blieb er dem Verein treu und übernahm funktionelle Aufgaben: Zunächst wurde er zum Vizepräsidenten gewählt, ehe er 1934 die Leitung des Vereins übernahm; seine Präsidentschaft endete 1937.
Im Zweiten Weltkrieg wurde Umgelter zum Kriegsdienst eingezogen. Einen Monat nach Beginn des deutschen Überfalls auf die Sowjetunion starb er bei Kämpfen in der Ukraine, etwa 80 Kilometer westlich von Kiew.